# Victor Schweizer
Victor Schweizer (* 9. Dezember 1872 in Lomersheim; † 15. November 1935) war ein deutscher Verleger und Neugeistler. Er war Förderer der Neugeist-Bewegung, Verlagsbuchhändler in Leipzig, Berlin und Pfullingen sowie Doktor der Philologie.
Schweizer wuchs als Sohn eines Pfarrers auf. Er studierte Philologie und Philosophie in Tübingen. 1893 ging er nach Leipzig und studierte dort bei Eduard Sievers und Ernst Elster Germanistik. Er arbeitete als Hilfslehrer und promovierte sich 1895 über Ludolf Wienbarg. Danach arbeitete er als Redakteur am Bibliographischen Institut Leipzig und betreute unter anderem die Edition von Klassikerausgaben und gab Werke von August Platen, E. T. A. Hoffmann und Otto Ludwig heraus.
Ab 1900 führte er zusammen mit dem wohlhabenden Friedrich Richard Pfau den Verlag Hermann Seemann Nachfolger, der nach ungewöhnlich reger Verlagstätigkeit 1905 in Konkurs ging und dann bis 1915 mit kleinem Programm als GmbH weitergeführt wurde.
1919 gründete er die „Biosophische Bewegung“ und übernahm die Redaktion der Schriftenreihe „Die okkulte Welt“, in der Themen aus dem Bereich des Okkulten, des Lebensreformerischen und des Fernöstlichen behandelt wurden. Als Verleger übernahm er den Johannes Baum Verlag in Berlin, den er am 1. November 1920 in Pfullingen anmeldete. In diesem Verlag wurden vor allem Schriften der Neugeist-Bewegung verbreitet, aber auch Literatur zu Lebensreform und Mystik sowie zu fernöstlichen Weisheiten und Okkultismus. Das wichtigste Produkt des Verlags war „Die Weiße Fahne“, bei der auch der Schriftsteller Karl Otto Schmidt mitwirkte. Mit dieser Zeitschrift förderte Schweizer die deutsche Neugeist-Bewegung entscheidend. So erreichte diese Zeitschrift 1939 eine Auflage von 450.000 Stück. Später übernahm Schweizer auch das 1914 gegründete Prana-Haus in Pfullingen. Dieses Reformunternehmen stellte Tabletten, Öle, Salben sowie „Lebenselixiere“ auf naturheilkundlicher Basis her.
Da unter den Nationalsozialisten esoterische Anschauungen nicht geduldet waren, wurde der Baum Verlag 1941 zerschlagen. Schweizer wurde von der Gestapo verhaftet und verstarb in der Haft; die Todesursache konnte nicht geklärt werden. Es gibt sowohl Annahmen, dass Schweizer Selbstmord verübte, als auch solche, die eine Ermordung durch die Nationalsozialisten vermuten. Nach der Formulierung in seiner Todesanzeige starb er „plötzlich und unerwartet durch einen Herzschlag“.

## Werke
- Ludolf Wienbarg als jungdeutscher Ästhetiker und Kunstkritiker, Leipzig, Univ., Diss., 1896.